# Bdellocephala grubiiformis
Bdellocephala grubiiformis is een platworm (Platyhelminthes). De worm is tweeslachtig. De soort leeft in of nabij zoet water.
Het geslacht Bdellocephala, waarin de platworm wordt geplaatst, wordt tot de familie Dendrocoelidae gerekend. De wetenschappelijke naam van de soort werd, als Planaria grubiiformis, voor het eerst geldig gepubliceerd in 1929 door Sabussowa.

## Synoniemen
- Planaria grubiiformis Sabussowa, 1929 (basioniem)
- Rectocephala kamtschatica Sabussowa, 1929
  - Bdellocephala kamtschatica (Sabussowa, 1929)